# Traian Vuia

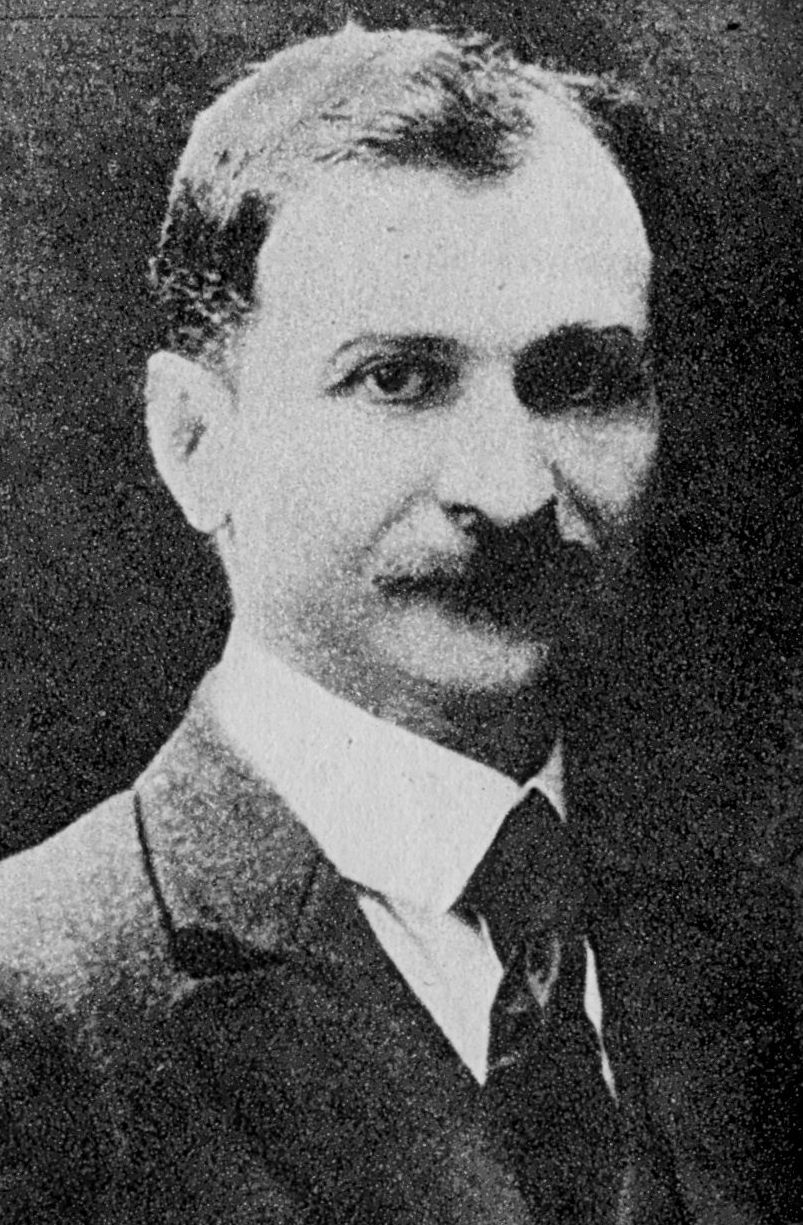
Traian Vuia

Traian Vuia (Surducul Mic, 17 augustus 1872 – Boekarest, 3 september 1950) was een Roemeens uitvinder en luchtvaartpionier die de eerste eendekker bouwde waarmee de eerste geslaagde gemotoriseerde vlucht voor een eendekker maakte. Zijn eerste vlucht vond plaats op 18 maart 1906, waarbij hij 12 meter aflegde. Zijn beste prestatie met dit vliegtuig was een afstand van 24 meter. Het lukte Traian Vuia niet om met het vliegtuig een langdurige gecontroleerde vlucht te maken en zijn experimenten hebben niet geleid tot enig vooruitgang of invloed in de luchtvaartgeschiedenis.

## Begin van zijn carrière
Nadat hij in 1892 was afgestudeerd aan de hoge school in Lugoj, vertrok hij naar de Polytechnische School in Boedapest, waar hij zijn ingenieursdiploma haalde. Daarna meldde hij zich aan bij de rechtenfaculteit in hetzelfde Boedapest, waar hij in mei 1901 zijn doctoraat behaalde met het proefschrift "Leger en industrie, staat en contract regimes".
Hij keerde terug naar Lugoj, waar hij zijn eerste vliegtuig ontwierp, die hij "vliegtuig-auto" noemde. Omdat hij niet genoeg geld bij elkaar kon sprokkelen om zijn ontwerp te bouwen, vertrok hij 1902 naar Parijs om daar naar financiers te zoeken. Maar in Parijs liep hij vooral tegen sceptici aan. De Franse theoreticus Victor Tatin, die in 1879 zelf een modelvliegtuig had gebouwd, was weliswaar geïnteresseerd maar betwijfelde of er voor een dergelijk ontwerp een motor te vinden zou zijn. Ook bij de Académie des Science werd het plan van Vuia afgewezen. Hun commentaar was als volgt:
Het probleem van vliegen met een machine die meer weegt dan lucht kan niet opgelost worden en is enkel een droom. (16 februari 1906)
Ondanks deze afwijzing vroeg hij toch patent aan op zijn ontwerp. Dit werd hem toegekend op 17 augustus 1903 en werd op 16 oktober gepubliceerd. Hij begon met het bouwen van zijn machine in de winter van 1902/1903. Tevens startte hij met de constructie van een motor naar eigen ontwerp voor zijn vliegtuig, terwijl hij tegelijkertijd zijn financiële moeilijkheden het hoofd moest bieden. Deze motor wist hij te patenteren in Groot-Brittannië in 1904.
Hij werd in 1918 Frans staatsburger en tijdens de Tweede Wereldoorlog was hij actief in het Franse verzet. In 1950 keerde hij terug naar Roemenië.

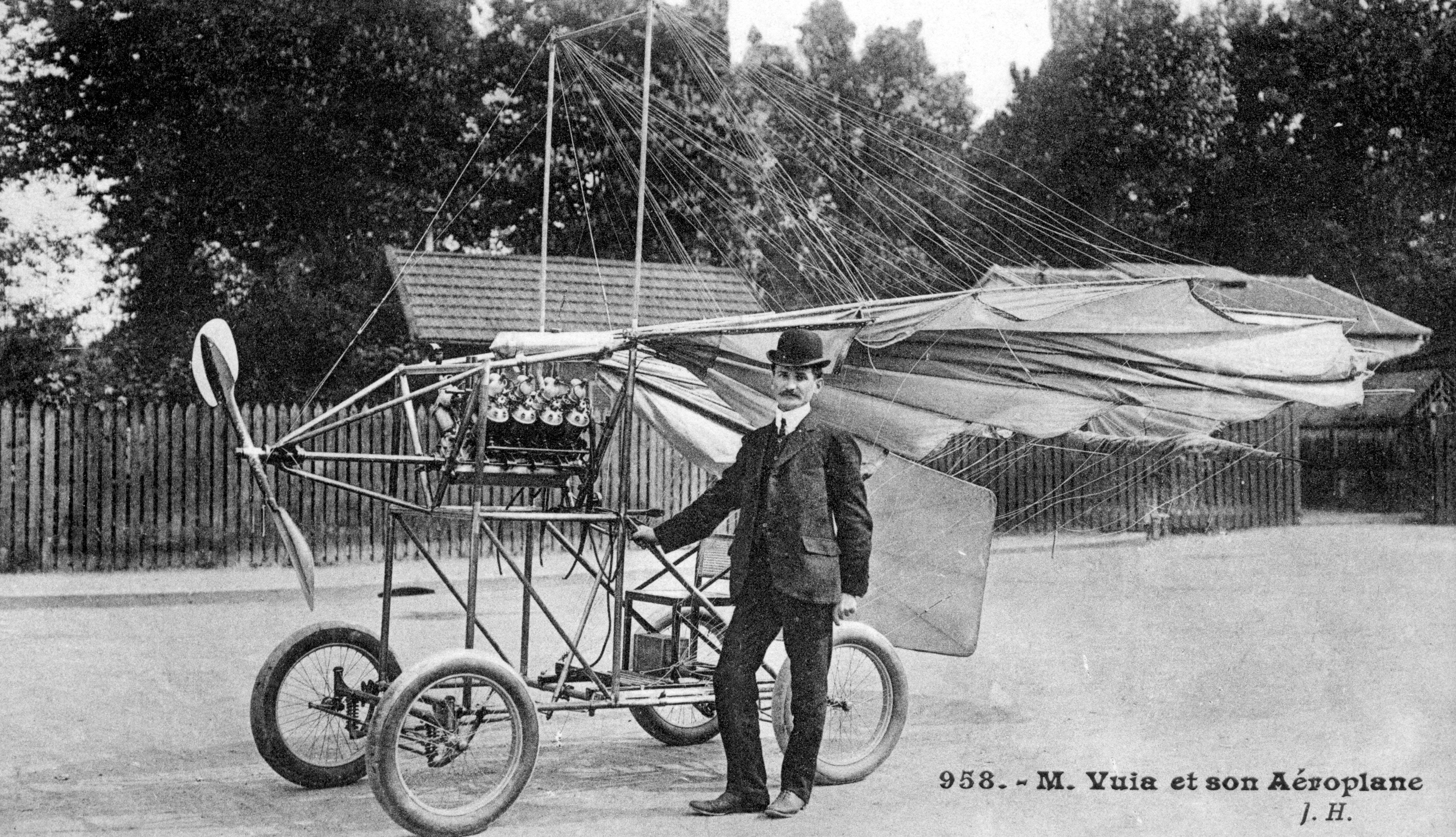
Ansichtkaart met Vuia en zijn Vuia II

## Eerste experimenten
Rond december 1905 was Vuia's eerste vliegtuig gereed, de "Traian Vuia 1" was een hoogdekker aangedreven door een koolzuurgas motor. De vloeibare kooldioxide werd vergast in een Serpolletketel, deze brandstofvoorziening gaf de motor een looptijd van ongeveer drie minuten. Hij koos voor Montesson, nabij Parijs om zijn eerste testen uit te voeren. In het begin reed hij met de machine, ontdaan van zijn vleugels, alleen maar rond om vertrouwd te raken met de besturing. Op 18 maart 1906 deed hij zijn eerste vluchtpoging, nadat hij een aanloop deed van ongeveer 50 meter steeg het vliegtuig op en vloog hij over een lengte van ongeveer 12 meter op één meter hoogte, waarna hij landde. De Britse luchtvaarthistoricus Charles Harvard Gibbs-Smith beschreef de vlucht als zijnde "de eerste eendekker volgens een moderne configuration" maar niet als "een geslaagde vlucht" want het vliegtuig was niet in staat tot een ononderbroken vlucht.
Sommige Roemeense enthousiastelingen beweren dat de machine van Vuia de eerste machine was die zonder hulp opsteeg. Maar de gebroeders Wright hadden in 1903 al een succesvolle vlucht gemaakt waarbij de rails alleen diende om het toestel recht te houden tijdens het opstijgen. Ook slaagden de gebroeders Wright erin een gecontroleerde vlucht te maken, in tegenstelling tot Vuia.
Na zijn vlucht in maart 1906 maakte Vuia nog een aantal korte vluchten en paste hij zijn ontwerp iets aan, dit werd de Vuia I bis, maar dit maakte geen verschil. In 1907 exposeerde hij tijdens de eerste luchtvaartsalon in Parijs een nieuw vliegtuig, de Vuia II met een Antoinette 25pk motor.
Pionier Alberto Santos-Dumont, die in 1906 tweemaal een succesvolle vlucht boven Parijs maakte, erkende Vuia als een inspiratiebron.

## Documentatie
Vuia maakte zijn eerste gemotoriseerd hopje op 18 maart 1906 met twee vrienden en zijn mecanicien als getuigen. Bewijs van het bestaan van deze test en die van september 1906 zijn gebaseerd op de brieven die hij schreef aan het blad L’Aérophile, het officiële tijdschrift van de Aéro Club of France. Een ander tijdschrift uit die periode, Flight, beschreef zijn vlucht van vijf meter op 8 oktober 1906 als zijnde zijn eerste geslaagde test in de lijst de pogingen tot nu toe, die bestond uit vele luchtvaartpioniers. Geen van deze pogingen worden gekwalificeerd als zijnde een gecontroleerde vlucht.

## Latere carrière
Tussen 1918 en 1921 bouwde Vuia twee experimentele helikopters op de Juvisy en Issy-les-Moulineaux vliegvelden.
Ook was hij de uitvinder van een stoommachine die een interne druk kon opbouwen van 100 atmosfeer, deze machine wordt nog steeds gebruikt. Hij ligt begraven op de Bellu begraafplaats in Boekarest.
Op 27 mei 1946 werd Traian Vuia benoemd tot erelid van de Roemeense Academy.
Timişoara International Airport Traian Vuia (TSR), het op twee na grootste vliegveld van Roemenië draagt zijn naam.